# Bill DeMott
William DeMott plus connu sous le nom de Bill DeMott (né le 10 novembre 1966 à Titusville, Floride)est un catcheur américain. Il est connu pour avoir travaillé à la World Championship Wrestling (WCW) où il a utilisé divers nom de ring et a remporté à deux reprises le championnat poids-lourds des États-Unis de la WCW. Il a ensuite rejoint la World Wrestling Federation/Entertainment en 2001 où il travaillé en tant que catcheur avant de devenir entraîneur et il a dirigé le WWE Performance Center, le centre d'entraînement de la fédération. À la suite de plusieurs accusations d'homophobie, de violence et de racisme par d'anciens élèves du WWE Performance Center Bill Demott démissionne de la WWE.

## Carrière de catcheur

### Débuts (1989-1995)
DeMott s'est entraîné à l'école de catch de Johnny Rodz à New York et commence sa carrière sur le circuit indépendant sous le nom de Crush the Terminator. Le 28 mars 1992, il remporte son premier titre en devenant champion poids-lourds de l'Americas Wrestling Federation, une fédération de Porto Rico, après sa victoire sur Steve Strong. Il perd ce titre le 6 juin face à Hércules Ayala.
En septembre 1992, il part au Japon où il travaille à la Wrestling International New Generations (W*NG) où il change de nom de ring pour Crash the Terminator et il fait équipe avec Mr. Pogo (en) avec qui il devient champion par équipe de la W*NG le 6 novembre. Leur règne prend fin après que Mr Pogo ne s'est pas présenté à un des spectacles de la fédération le 23 mars 1992, les dirigeants leur ont alors retiré le titre. Entretemps, Crash the Terminator a fait un passage au Mexique où il a travaillé à l'Universal Wrestling Association ; il y revient en avril puis en août. Le 18 septembre, il retourne aux États-Unis où il participe à son premier match à l'Extreme Championship Wrestling (ECW) où avec Miguel Pérez (en) il perd un Baseball Bat Match (match où les participants ont le droit d'utiliser des battes de baseball) face à The Headhunters (Headhunters A et Headhunters B). Il y revient ensuite au printemps 1994.

### World Championship Wrestling (1995-2001)
Il débute à la World Championship Wrestling (WCW) le 21 octobre 1995 où, sous le nom de The Man Of Question il perd face à Randy Savage. Il change de nom de ring pour celui d'Hugh Morrus et participe à la première bataille royale sur trois rings pour désigner le champion du monde poids-lourds de la WCW qui a eu lieu au cours de la première édition de World War 3 le 26 novembre 1995 et remporté par Randy Savage et lendemain, il perd face à Hulk Hogan,.
Il rejoint le clan Dungeon of Doom (en) et participe au tournoi pour désigner le Lord of the Ring le 19 mai 1996 à Slamboree où il est éliminé au premier tour après sa défaite dans un match par équipe avec Meng face Diamond Dallas Page et The Barbarian,. Le 24 novembre, il participe à la bataille royale sur trois rings à World War 3 remporté par The Giant. Le 25 janvier 1997 à nWo Souled Out il perd face à Big Bubba Rogers dans un Mexican Deathmatch. Le 18 mai, il perd avec Konnan un match face aux Steiner Brothers (Rick et Scott Steiner) qui marque aussi la fin du Dungeon of Doom. Après sa défaite face à Konnan le 15 juin à The Great American Bash, le personnage d'Hugh Morrus est alors relégué au second plan, et le 22 septembre il est le premier catcheur à perdre face à Bill Goldberg,. Le 23 novembre, il participe au cours de World War 3 à la bataille royale à 60 catcheurs sur trois rings remporté par Scott Hall.
En mars 1998, il fait équipe avec The Barbarian et ont une rivalité avec Johnny Grunge et Rocco Rock qui donne lieu à un Street fight match à handicap le 4 mai que Morrus, Barbarian et Jimmy Hart perdent.

## Palmarès
- Hearland Wrestling Association (HWA)
  - Champion par équipe de la HWA avec Raven[21]